# Tàrrega (kommun)
Tàrrega är en kommun i Spanien.   Den ligger i provinsen Província de Lleida och regionen Katalonien, i den östra delen av landet, 400 km öster om huvudstaden Madrid. Antalet invånare är 16 731. Arean är 88 kvadratkilometer. Tàrrega gränsar till Ossó de Sió, Els Plans de Sió, Granyanella, Granyena de Segarra, Verdú, Vilagrassa, Anglesola, Barbens, Tornabous och Puigverd d'Agramunt. 
Terrängen i Tàrrega är huvudsakligen platt, men söderut är den kuperad.
Tàrrega delas in i:
- El Talladell